# PJIRC
PJIRC (Plouf’s Java IRC Client, ausgesprochen: P wie Pi, J wie Java, irk wie in James T. Kirk) ist ein freier IRC-Client, der entweder als Java-Applet auf einer Webseite eingebunden wird, oder ohne Browser mithilfe der plattformunabhängigen Java Runtime Environment startet.
PJIRC wird auf zahlreichen Internetseiten verwendet und ist eines der am weitesten verbreiteten IRC-Applets in Java. Das Programm ist mithilfe zahlreicher Plug-ins und JavaScript anpass- und erweiterbar.

## Geschichte
Entwickelt wird PJIRC von dem Belgier Philippe Detournay, der mit seinem Spitznamen Plouf auch Pate für den Namen stand. Die erste Version wurde 2002 veröffentlicht. Zu dieser Zeit war Pjirc noch nicht für eine große Anzahl von Benutzern gedacht, sondern als ein „kleiner Test“ der Programmierfähigkeiten. Pjirc gewann an Popularität, woraufhin eine Mailingliste angelegt wurde und die Entwicklung als Freie-Software-Projekt fortgeführt wurde.
Am 27. März 2005 wurde die bisher letzte Version 2.2.1 freigegeben (Stand März 2010).